# Гержой, Аркадий Петрович
Аркадий Петрович Гержо́й (1906—1966) — специалист в области послеуборочной доработки зерна, конструктор зерносушилок, лауреат Сталинской премии третьей степени (1950).

## Биография
Родился 25 декабря 1906 года в Одессе (ныне Украина).
С 1923 года работал слесарем.
В 1931 году окончил механический факультет Одесского технологического института, работал межрайонным инженером «Союзхлеба». С 1932 года на службе в РККА.
С 1932 года во ВНИИ зерна и продуктов его переработки (ВНИИЗ).
С июня 1941 по 16.8.1943 в РККА, (1097 сп 326 сд 10 А), техник-лейтенант.
После демобилизации — старший научный сотрудник Лаборатории тепломассообменных процессов и послеуборочной обработки зерна ВНИИЗ, кандидат технических наук, доцент. Автор 70 научных работ.
Умер в 1966 году после тяжёлой продолжительной болезни.

## Признание
- Сталинская премия третьей степени (1950) — за разработку конструкции, освоение и внедрение в производство подвижных механизированных зерносушилок ЗСП-1 и ЗСП-2 «Кузбасс»;
- Медали.

## Сочинения
- Зерносушение и зерносушилки [Текст] : [Для пищевой пром-сти] / А. П. Гержой, В. Ф. Самочетов. — 4-е изд., доп. и перераб. — Москва : Колос, 1967. — 255 с., 1 л. схем.; 27 см. — (Учебники и учебные пособия для высших учебных заведений).
- Зерносушение [Текст] : [Учебник для техникумов] / А. П. Гержой, канд. техн. наук В. Ф. Самочетов, инж. — Москва : Заготиздат, 1949 (1-я тип. Трансжелдориздата). — 264 с., 1 л. граф. : ил., граф.; 26 см.
- Sušení zrní [Текст] / A. P. Geržoj, V. F. Samočetov ; Z rus. … přel. ing. Karel Bačkovský. — Praha : Státní zemědělské nakl., 1955. — 262 с., 1 отд. л. схем. : ил., схем.; 24 см.
- Автоматизация процессов сушки зерна / А. С. Гинзбург, А. П. Гержой, А. Т. Птушкин. — Заготиздат, 1962. — 267с.